# Arunachalam Muruganantham
Arunachalam Muruganantham (ur. w 1961 w Coimbatore) – indyjski przedsiębiorca i działacz społeczny znany ze skonstruowania maszyny do produkcji tanich, dostępnych dla ubogich kobiet podpasek oraz działalności na rzecz zmiany tradycyjnych niehigienicznych praktyk związanych z miesiączką na obszarach wiejskich w Indiach. 
Jego urządzenia, które mogą produkować podpaski higieniczne za mniej niż jedną trzecią ceny artykułów higienicznych produkowanych przez duże firmy, działają w 23 z 29 stanów Indii. Nakręcony o jego wynalazku film Okresowa rewolucja został nagrodzony w 2018 roku Oskarem w kategorii "Najlepszy krótkometrażowy film dokumentalny."
W 2014 roku znalazł się na liście 100 najbardziej wpływowych ludzi na świecie magazynu Time. W 2016 r. rząd Indii przyznał mu Order Padma Shri.

## Wczesne życie
Muruganantham urodził się w 1961 roku w Coimbatore. Jego ojciec zginął w wypadku drogowym w konsekwencji czego w wieku 14 lat przerwał edukację i podejmował różne prace, m.in. operatora obrabiarek, robotnika rolnego czy spawacza, aby utrzymać rodzinę.

## Wynalazek
W 1998 roku poślubił Shanthi. Wkrótce potem zobaczył swoją żonę zbierającą brudne szmaty i gazety w celu wykorzystania ich podczas cyklu menstruacyjnego, ponieważ klasyczne podpaski higieniczne wykonane przez międzynarodowe korporacje były dla niej zbyt drogie. Zmartwiony tym faktem zaczął projektować własne, tańsze i możliwe do stworzenia z łatwo dostępnych materiałów, a ponieważ miesiączka jest tematem tabu w Indiach, stał się z tego powodu krytykowany przez swoją społeczność i własną rodzinę.
Po dwóch latach pracy opracował tanią maszynę, którą można obsługiwać przy minimalnym przeszkoleniu. Wykorzystujące celulozę z przetworzonej masy drzewnej podpaski po procesie produkcji są sterylizowane w świetle UV i pakowane. Urządzenia te są masowo dystrybuowane wśród indyjskich grup kobiecej samopomocy.

## Obecność w kulturze
Muruganantham prowadził wykłady na temat swojej działalności m.in. na Uniwersytecie Harvarda czy na konferencji TED. Jego postać stała się również inspiracją dla twórców wielu filmów, takich jak Menstrual Man, Phullu, Pad Man czy nagrodzonego Oskarem Okresowa rewolucja.